# Poldervaart
De Poldervaart is een deels gedempte vaart in Nederland, tussen de Schie ten zuiden van de Kandelaar en de Nieuwe Maas tussen Schiedam en Vlaardingen.
De ontwatering van Delfland liep via Schieland naar de Maas. Omdat Schieland lager lag dan Delfland leidde dat soms tot tegenstrijdige belangen. Daarom werd als nieuw ontwateringskanaal de Poldervaart gegraven.
De Poldervaart is in 1280 aangelegd als 'Nieuwe Vaart' en werd gebruikt voor de afwatering van de oostelijke ambachten van het Hoogheemraadschap van Delfland: Vrijenban, Hof van Delft, Berkel, Kethel en Pijnacker. De vijf ambachten hadden ieder een eigen sluis, die in 1587 werden vervangen door een grote sluis genaamd de Vijfsluizen. Ook bij de aansluiting op de Schie was een sluis, die door de scheepvaart kon worden gebruikt. Eind september 1574 vond er op de plaats waar de Poldervaart in de Delftse Schie loopt een fel gevecht plaats tussen de hoofdmacht van de Watergeuzen, die vanuit Brielle, via Schiedam op weg waren naar het belegerde Leiden, en een vlooteenheid die trouw was gebleven aan de regering in Brussel. Deze slag staat afgebeeld op een wandtapijt dat in de Lakenhal in Leiden wordt bewaard.
Langs de Poldervaart stonden zeven windmolens die het water uit de omliggende polders in de Poldervaart maalden.

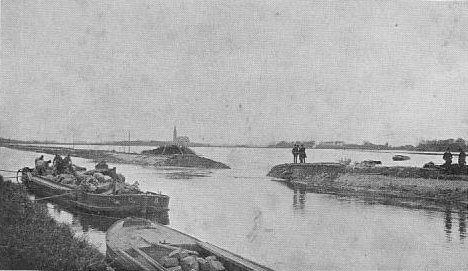
Dijkdoorbraak van 1903

In de loop van de jaren veranderde de functie van de Poldervaart. Via de Poldervaart werd water uit de Nieuwe Maas ingelaten om Delft en Den Haag van vers water te voorzien. Hierdoor stond het water in de Poldervaart vaak hoger dan voorheen. In 24 april 1903 brak de kade van de Poldervaart door en liepen de Noord-Kethelpolder, de Zouteveense polder, de Holierhoekse polder en de Lage Abtswoudse polder onder water. De Schie en de grachten van Delft en Den Haag liepen leeg. Op 27 april werd het gat gedicht met een zinkstuk van 250m3. Maar op 8 mei drukte het gewicht van dat zinkstuk het veen weg en verdween rechtstandig in de slappe grond. De polders liepen wederom vol. [Schiedamsche Courant, 9-5-1903]  Het water kwam deze tweede keer zelfs één voet hoger dan de eerste keer. Een nieuw zinkstuk werd gemaakt en afgezonken, en ook dat zakte nog een meter weg. Er vielen geen doden bij deze dijkbreuk. Toen na een paar weken de polders weer droog waren gemalen streken er volgens een ooggetuige duizenden reigers en ooievaars neer die zich tegoed deden aan de achtergebleven vis. 
Door de toenemende verzilting van de Nieuwe Maas na de opening van de Nieuwe Waterweg werd de inlaat van water bij Vijfsluizen in 1958 gestaakt. In 1965 werd vanwege de slechte toestand van de kades besloten de Poldervaart af te sluiten. In 1966 werden de inlaat- en uitwateringssluis gesloopt. Tegenwoordig heeft de Poldervaart een recreatieve functie. Na 2010 zijn de sluizen gerestaureerd.